# Langfurth
Langfurth ist eine Gemeinde im Landkreis Ansbach in Mittelfranken und zählt zur Metropolregion Nürnberg.

## Geografie

### Lage
Durch das Gemeindegebiet fließt die Sulzach. Im Süden befinden sich Reste des Limes.

### Nachbargemeinden
Nachbargemeinden sind (im Norden beginnend im Uhrzeigersinn): Burk, Ehingen, Wittelshofen, Dinkelsbühl, Dürrwangen, Dentlein am Forst.

### Gemeindegliederung
Es gibt neun Gemeindeteile (in Klammern ist der Siedlungstyp angegeben):
- Ammelbruch (Pfarrdorf)
- Dorfkemmathen (Pfarrdorf)
- Langfurth (Dorf)
- Matzmannsdorf (Dorf)
- Neumühle (Einöde)
- Oberkemmathen (Dorf)
- Sägmühle (Einöde)
- Schlierberg (Dorf)
- Stöckau (Weiler)

Außerdem gibt es die Einöden Sulzachgrund (Zentralkläranlage) und Sulzachhof, die beide keine amtlich benannten Gemeindeteile sind, sowie die Einöde Schneidmühle, die nach 1928 zur Wüstung wurde.
Es gibt auf dem Gemeindegebiet die Gemarkungen Ammelbruch, Dorfkemmathen und Langfurth. Die Gemarkung Langfurth hat eine Fläche von 10,810 km². Sie ist in 1245 Flurstücke aufgeteilt, die eine durchschnittliche Fläche von 8683,10 m² haben. In ihr liegen neben dem namensgebenden Ort die Gemeindeteile Matzmannsdorf, Neumühle, Oberkemmathen, Sägmühle, Schlierberg und Stöckau.

## Geschichte

### Bis zum 19. Jahrhundert
Der Ortsname bedeutet so viel wie „zu der langen Furth“ und geht vermutlich zurück auf eine mit Steinen befestigte Stelle, an der die Sulzach mit einem Fuhrwerk durchquert werden konnte. Der Ort Langfurth ist geschichtlich gesehen noch sehr jung. Im 17. Jahrhundert bestand lediglich eine Mühle „Auf der Langfurth“. Im 18. Jahrhundert siedelten Soldaten, die aus markgräflichen Diensten ausgeschieden waren, sich in Langfurth an. Da sie aber ohne Grund und Boden waren, lebten sie in sehr ärmlichen Verhältnissen. Im Jahre 1805 kaufte Kreisdirektor Freiherr von Lüttwitz vom Bauern Ziehr in Oberkemmathen 24 Morgen Äcker und sorgte somit dafür, dass die Siedler eigenen Grund und Boden bekamen und für ihren Lebensunterhalt sorgen konnten.
Langfurth lag im Fraischbezirk des ansbachischen Oberamtes Wassertrüdingen. Gegen Ende des 18. Jahrhunderts gab es in Langfurth 18 Anwesen. Die Dorf- und Gemeindeherrschaft hatte das ansbachische Verwalteramt Forndorf inne. Grundherren waren das Verwalteramt Forndorf (1 Mühle, 1 Gütlein, 3 Sölden), das Verwalteramt Röckingen (2 Häuser, 3 Halbhäuser) und das Kastenamt Wassertrüdingen (8 Halbhäuslein).
Von 1797 bis 1808 unterstand der Ort dem Justiz- und Kammeramt Wassertrüdingen. 1806 kam Langfurth an das Königreich Bayern. Im Zuge des Gemeindeedikts wurde Langfurth dem 1809 gebildeten Steuerdistrikt und der zeitgleich gebildeten Ruralgemeinde Oberkemmathen zugewiesen. 1818 entstand die Ruralgemeinde Stöckau, zu der Langfurth gehörte. Diese wurde bereits 1823 wieder nach Oberkemmathen eingegliedert. Im Jahr 1849 wurde die erste Schule in Langfurth eingeweiht. Die Gemeinde Langfurth erhielt ihren Namen erst am 11. November 1968, als die längst von der Entwicklung überholte, aber bis dahin gültige Bezeichnung Gemeinde Oberkemmathen geändert wurde.

### Eingemeindungen
Im Zuge der Gebietsreform in Bayern wurde am 1. Januar 1973 die Gemeinde Dorfkemmathen und am 1. Mai 1978 die Gemeinde Ammelbruch eingegliedert.

### Einwohnerentwicklung
Im Zeitraum 1988 bis 2018 stieg die Einwohnerzahl von 1940 auf 2027 um 87 Einwohner oder 4,5 %.
Gemeinde Langfurth
| Jahr      | 1970   | 1987   | 2005 | 2010   | 2011   | 2012   | 2013   | 2014   | 2015   | 2016   | 2017   | 2018   | 2019   | 2022   |
| Einwohner | 1072   | 1956   | 2178 | 2112   | 2134   | 2128   | 2118   | 2135   | 2102   | 2080   | 2056   | 2027   | 2029   | 2048   |
| Häuser    |        | 501    |      |        | 622    | 625    | 627    | 631    | 632    | 634    | 639    | 642    | 647    | 671    |
| Quelle    | [ 15 ] | [ 16 ] |      | [ 17 ] | [ 17 ] | [ 17 ] | [ 17 ] | [ 17 ] | [ 17 ] | [ 17 ] | [ 17 ] | [ 18 ] | [ 19 ] | [ 19 ] |

Ort Langfurth
| Jahr      | 001818 | 001840 | 001861 | 001871 | 001885 | 001900 | 001925 | 001950 | 001961 | 001970 | 001987 | 002007 | 002012 | 002016 |
| Einwohner | 246    | 246    | 352    | 381    | 335    | 364    | 417    | 516    | 588    | 671    | 774    | *916   | *909   | *916   |
| Häuser    | 36     | 45     |        |        | 86     | 79     | 81     | 99     | 122    |        | 196    |        |        |        |
| Quelle    | [ 20 ] | [ 21 ] | [ 22 ] | [ 23 ] | [ 24 ] | [ 25 ] | [ 26 ] | [ 27 ] | [ 28 ] | [ 15 ] | [ 16 ] | [ 29 ] | [ 29 ] | [ 29 ] |

## Politik

### Gemeinderat
Der Gemeinderat aus Langfurth setzt sich aus 15 Gemeinderäten zusammen, einschließlich des hauptamtlichen Bürgermeisters.
|      | CSU | FWG Langfurth | FWG Ammelbruch | FWG Dorfkemmathen | FWG Oberkemmathen-Stöckau | FWG Matzmannsdorf-Schlierberg | Gesamt   |
| 2008 | 4   | 3             | 4              | 2                 | 1                         | 1                             | 15 Sitze |
| 2014 | 3   | 4             | 3              | 2                 | 1                         | 1                             | 14 Sitze |
| 2020 | 3   | 4             | 3              | 3                 | 0                         | 1                             | 14 Sitze |

### Bürgermeister
Erster Bürgermeister ist seit dem 1. Mai 2020 Simon Schäffler (parteilos).
2. Bürgermeister: Horst Binder (FWG Ammelbruch)
3. Bürgermeister: Andreas Ziehr (FWG Matzmannsdorf-Schlierberg)

### Wappen und Flagge
Wappen
| Wappen von Langfurth | Blasonierung: „Über von Silber und Schwarz geviertem Schildfuß im Wellenschnitt gespalten von Grün und Silber, vorne drei silberne Schrägbalken, hinten ein roter Pfahl.“ |
| Wappen von Langfurth | Wappenbegründung: Die Gemeinde Langfurth wird von der Sulzach durchflossen, was durch die Wellenlinie angedeutet wird. Die Schrägbalken gehen auf das Wappen der Herren von Ammelbruch (1189–1510) zurück. Der senkrechte rote Balken geht zurück auf den Schild der Herren von Kemnath (1167–1508). Der Einfluss der Markgrafen von Hohenzollern auf das Gebiet der heutigen Gemeinde wird durch die Hohenzollernvierung im unteren Bereich des Wappens symbolisiert. Dieses Wappen wird seit 1985 geführt. |

Flagge
Die Gemeindeflagge ist rot-weiß-grün.

## Religion
In Langfurth selbst gibt es keine Kirche, allerdings eine katholische Kapelle in Privatbesitz.
In Dorfkemmathen steht die evangelische Marienkirche und in Ammelbruch die ebenfalls evangelische Peterskirche.

## Kultur und Sehenswürdigkeiten

### Sport
In der Gemeinde gibt es drei Sportvereine: den 1. FC 1921 Langfurth, den TSV Dorfkemmathen und die Sportfreunde Ammelbruch. Der 1. FC 1921 Langfurth beinhaltet eine Fußball-, eine Tennis- und eine Tischtennisabteilung. Außerdem bietet der Verein Kinderturnen und -tanzen sowie Gymnastik an. Auch der Schützenverein „Immergrün“ Langfurth und die Schützengruppe Ammelbruch sind in der Gemeinde ansässig.

### Regelmäßige Veranstaltungen
Der 1. FC 1921 Langfurth veranstaltet im August ein „Indiaca-Turnier“ und an Weihnachten eine „Black-and-White-Party“. Letztere ist im weiteren Umkreis sehr beliebt. Jedes Jahr am „Vatertag“ (Mai) lädt der Bauwagen Oberkemmathen zum „Weißwurstfrühschoppen“ ein. Außerdem findet jährlich, immer am ersten Samstag im März, das traditionelle „Sulzach-Strand-Opening“ in Oberkemmathen statt, welches von Privatpersonen organisiert und durchgeführt wird. In den beiden Gemeindeteilen Langfurth und Ammelbruch wird jährlich – im Juli – der „Dorfpokal“ ausgerichtet. Die Kirchweih in Dorfkemmathen findet jährlich im Juli statt. Die beiden Kirchweihen in Langfurth und Ammelbruch sind – im jährlichen Wechsel – entweder für Ende August oder Anfang September terminiert.

## Wirtschaft und Infrastruktur
Langfurth ist Mitglied im Tourismusverband Romantisches Franken.

## Verkehr
Die Kreisstraße AN 50 verläuft nach Dorfkemmathen (1,7 km südlich) bzw. nach Ammelbruch (1,1 km östlich). Eine Gemeindeverbindungsstraße verläuft zur Staatsstraße 2220 (1,5 km nordwestlich), eine weitere verläuft an der Sägmühle vorbei nach Matzmannsdorf zur St 2220 (2,6 km nördlich).
Langfurth liegt an der Burgenstraße sowie an der Fränkischen Wehrkirchenstraße.